# 다니엘 (2005년)
다니엘(본명: 다니엘 준 마쉬(영어: Danielle June Marsh, 한국 이름: 모지혜(牟智慧), 2005년 4월 11일 ~ )은 오스트레일리아와 대한민국의 가수이다. 그녀는 어린 시절 여러 텔레비전 프로그램에 출연하며 연예계 활동을 시작했으며, 2022년 대한민국 걸그룹 NewJeans의 멤버로 데뷔했다. 이듬해, 다니엘은 연기에 도전하여 인어공주의 실사 각색판 한국어 더빙에서 에리얼의 목소리를 연기했다.

## 삶과 경력
다니엘 준 마쉬는 한국 이름으로 모지혜이며 2005년 4월 11일 오스트레일리아 뉴사우스웨일스주 뉴캐슬에서 오스트레일리아인 아버지와 한국인 어머니 사이에서 태어났다. 그녀에게는 2024년에 데뷔한 가수인 언니 올리비아 마쉬가 있다. 2009년 네 살 때, 다니엘과 그녀의 가족은 대한민국 파주시로 이사했다.

### 2011년~2021년: 데뷔 전 활동 및 텔레비전 출연
2011년, 다니엘은 TvN의 리얼키즈 스토리 레인보우와 SBS의 내 마음의 크레파스에 첫 텔레비전 출연을 했다. 그녀는 2012년에 신화방송과 제시의 플레이 키친에도 출연했다. 2012년 일곱 살 때, 다니엘은 초등학교에 다니기 위해 오스트레일리아로 돌아갔다.
다니엘은 대한민국으로 돌아와 2020년 K-pop 연습생이 되었다.

### 2022년~현재: NewJeans 데뷔 및 연기 활동
2022년 7월 22일, 다니엘은 공동 작사한 데뷔 싱글 "Attention"을 발표하며 NewJeans와 함께 데뷔했다. 이후 그녀는 다섯 곡의 NewJeans 노래 작사에 참여했다. "Attention"은 대한민국 써클 디지털 차트에서 1위를 차지했으며, 한국대중음악상에서 최우수 K-pop 노래상을 수상했다.
2023년, 다니엘은 실사 각색판 인어공주의 한국어 더빙에서 에리얼의 목소리를 연기했다. 영화 첫 시사회 후 다니엘의 연기와 노래는 호평을 받았다. 그녀는 2023년 5월 17일에 발매된 싱글 "Part of Your World"를 포함하여 영화 사운드트랙에 여러 곡을 녹음했으며, 이는 빌보드의 Hot Trending Songs 차트에서 2위로 데뷔했다.
2024년 5월, 다니엘은 문화재청이 주최한 코리아 온 스테이지 – 뉴 제너레이션 콘서트의 진행을 맡았다.

## 기타 활동

### 광고
2023년 1월, 버버리는 다니엘이 글로벌 앰버서더 중 한 명이 되었다고 발표했다. 이후 3월에는 이브 생 로랑 뷰티의 글로벌 브랜드 앰버서더가 되었으며, 캔디 글레이즈 립스틱 홍보 캠페인에 출연했다. 2024년 3월, 다니엘은 셀린느의 글로벌 브랜드 앰버서더가 되었다. 2024년 5월, 그녀는 브랜드의 크리에이티브 디렉터인 에디 슬리먼이 개발한 셀린느의 첫 홍보 캠페인에 출연했다. 2024년 12월, 다니엘은 오메가 앰버서더가 되었다.

## 음반 목록

### 싱글
| 제목                            | 연도 | 최고 차트 순위    | 앨범     |
| 제목                            | 연도 | 대한민국 다운로드 | 앨범     |
| ------------------------------- | ---- | ----------------- | -------- |
| "Part of Your World" (저곳으로) | 2023 | 47                | 인어공주 |

### 작사 작곡
모든 크레딧은 다르게 언급되지 않는 한 한국음악저작권협회의 내용을 따른다.
| 연도 | 아티스트 | 노래                     | 앨범        | 작사가 | 작사가                                                                                     | 작곡가 | 작곡가 |
| 연도 | 아티스트 | 노래                     | 앨범        | 인정   | 공동                                                                                       | 인정   | 공동   |
| ---- | -------- | ------------------------ | ----------- | ------ | ------------------------------------------------------------------------------------------ | ------ | ------ |
| 2022 | NewJeans | "Attention"              | New Jeans   | Yes    | Gigi, Duckbay & 250                                                                        | No     | N/A    |
| 2023 | NewJeans | "Super Shy"              | Get Up      | Yes    | 김동현, Gigi, Kristine Bogan, 에리카 데 카시에르 & Frankie Scoca                           | No     | N/A    |
| 2023 | NewJeans | "Cool with You"          | Get Up      | Yes    | 김동현, Gigi, Erika de Casier, Fine Glindvad Jensen, 박진수 & Frankie Scoca                | No     | N/A    |
| 2023 | NewJeans | "ASAP"                   | Get Up      | Yes    | Gigi, Erika de Casier, Fine Glindvad Jensen, 카타리나 스톨텐베르그 헨리에트 모츠펠트 & 250 | No     | N/A    |
| 2024 | NewJeans | "How Sweet"              | 단독 싱글들 | Yes    | 사라 아론스, Gigi, 엘비라 안데르피아드, Oscar Scheller, 스텔라 베넷, 토브 버먼 & 250       | No     | N/A    |
| 2024 | 본인     | "Butterflies (With You)" | 단독 싱글들 | Yes    | 빈칸                                                                                       | Yes    | 빈칸   |

## 출연 작품

### 영화
| 연도 | 제목     | 역할   | 비고        | Ref.   |
| ---- | -------- | ------ | ----------- | ------ |
| 2023 | 인어공주 | 에리얼 | 한국어 더빙 | [ 18 ] |

### 텔레비전
| 연도 | 제목                     | 역할 | Ref.   |
| ---- | ------------------------ | ---- | ------ |
| 2011 | 리얼키즈 스토리 레인보우 | 본인 | [ 12 ] |
| 2012 | 신화방송                 | 본인 | [ 12 ] |
| 2012 | 제시의 플레이 키친       | 본인 | [ 4 ]  |